# Niclas Grönholm
Niclas Grönholm (Kauniainen, 29 maggio 1996) è un pilota automobilistico finlandese, specializzato nella disciplina del rallycross. In carriera ha vinto sei gare nel mondiale WRX ed è giunto terzo in classifica generale al termine della stagione 2021.
È il figlio del due volte campione del mondo rally Marcus Grönholm.

## Carriera
Esordisce nel 2014 terminando terzo nella classifica generale del Campionato Finlandese Rallycross nella categoria autocross. Partecipò inoltre alla gara di casa del campionato mondiale nella categoria cadetta RX Lites, dove giunse terzo e sedicesimo al termine della stagione.
Nel 2015 vinse il titolo assoluto finlandese Supercar al volante di una Ford Fiesta della nota scuderia svedese Olsbergs MSE ed esordì nella massima categoria anche al mondiale WRX 2015, terminando appena fuori dai punti (diciassettesimo) nel rallycross di Svezia.

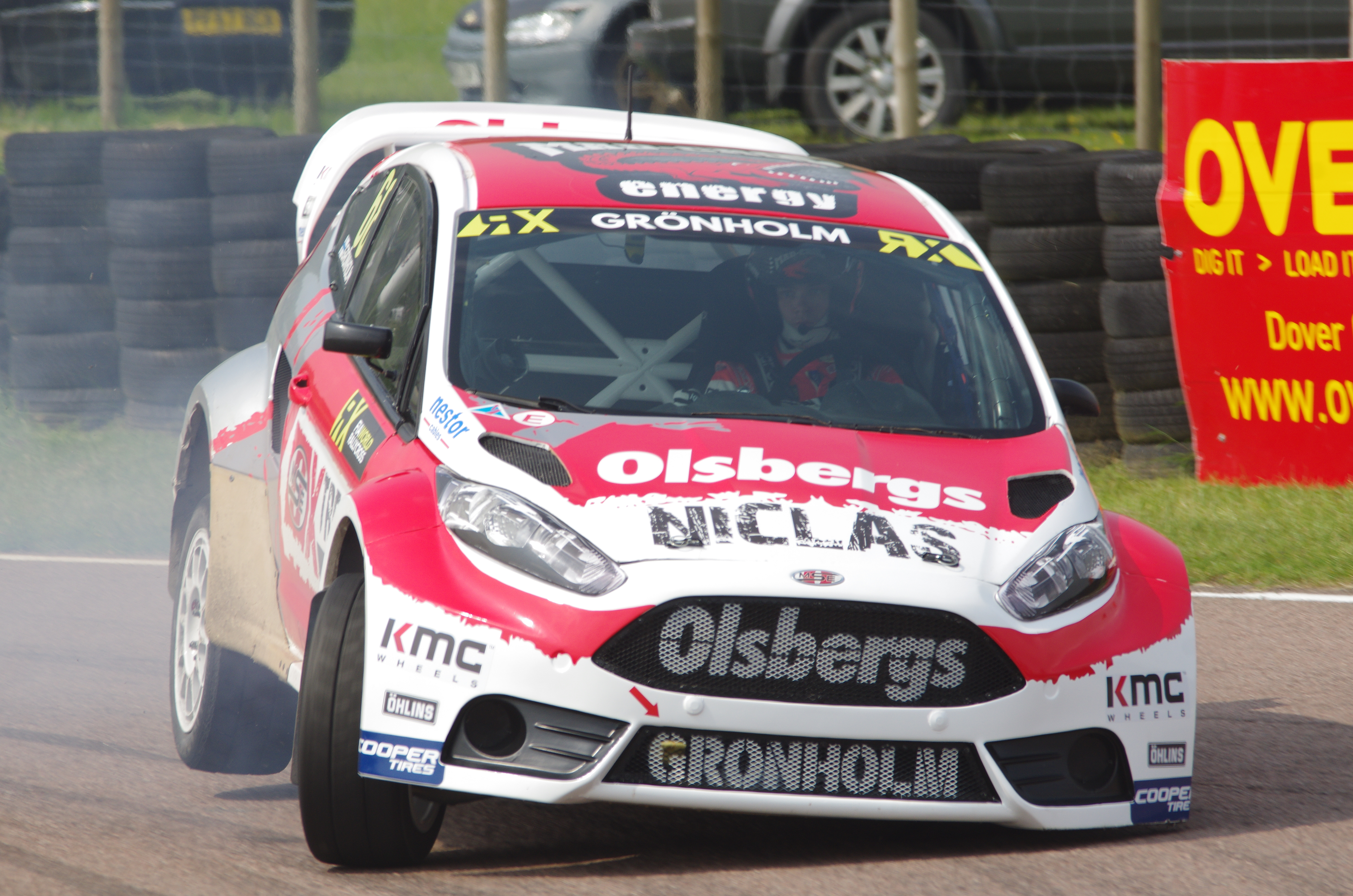
Grönholm in azione nel Rallycross di Gran Bretagna 2016

Nel 2016, dopo aver gareggiato nella serie scandinava invernale del RallyX on Ice, Grönholm disputò l'intera stagione del mondiale WRX sulla Fiesta ST della squadra Olsbergs MSE, finendo a punti in otto gare sulle undici disputate e ottenendo come miglior risultato l'undicesimo posto, raggiunto sempre nella gara svedese.

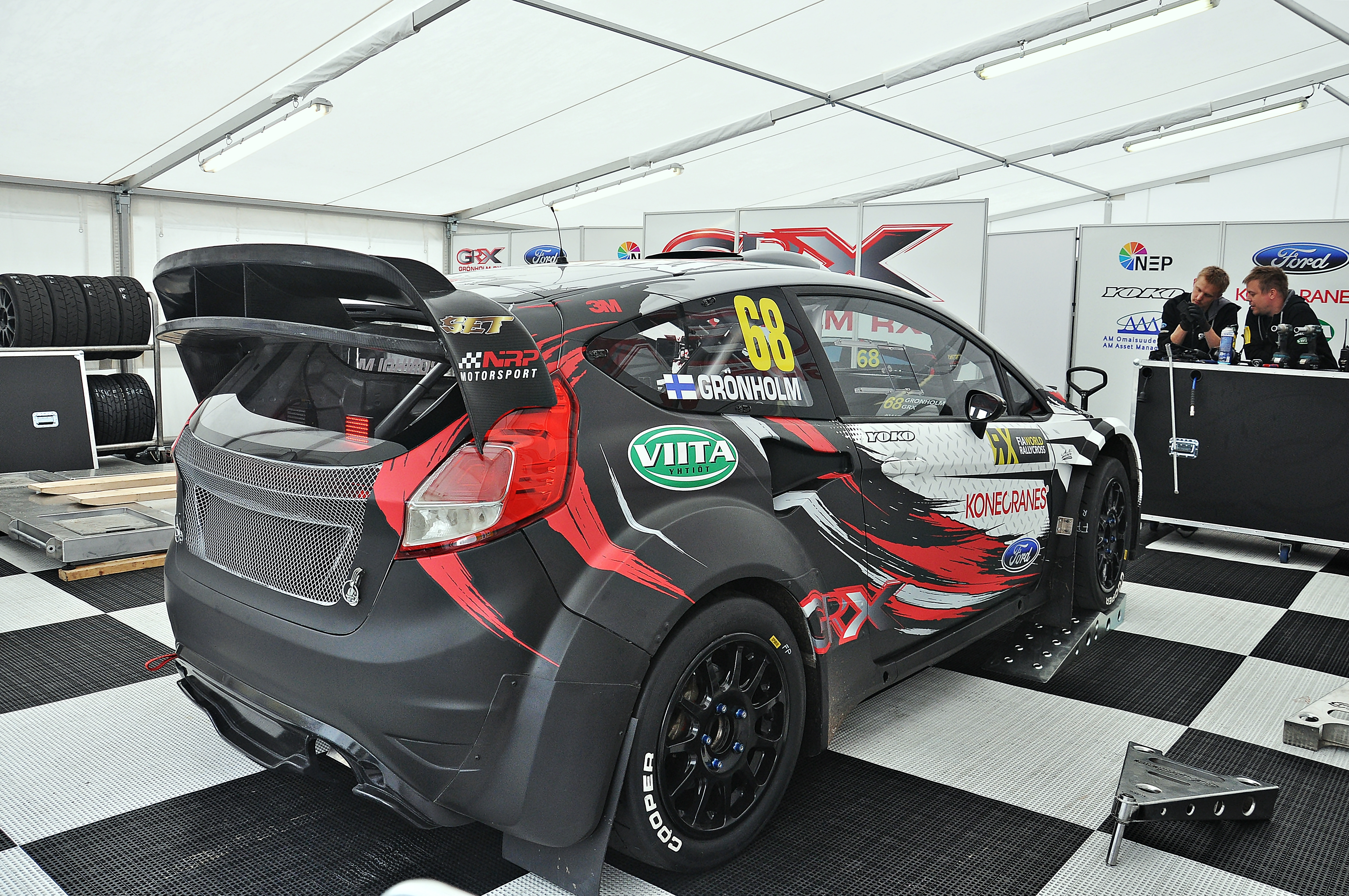
La Ford Fiesta di Grönholm nel paddock del rallycross di Barcellona 2017

Nella stagione 2017 passò alla scuderia GRX, diretta dal padre Marcus, ottenendo punti in tutte le gare tranne la prima e raggiungendo la sua prima finale in un evento in occasione del rallycross di Germania, dove fu quinto. La sua annata fu comunque funestata da numerose penalità in termini di punti nella classifica generale, in quanto in quattro occasioni fu costretto a sostituire il motore e/o il turbocompressore della sua Ford Fiesta un numero di volte superiore al limite consentito dal regolamento.
Per il mondiale 2018 la squadra GRX passò alla Hyundai i20 e il pilota finlandese ottenne quattro piazzamenti in finale, terminando quarto ai piedi del podio in tre occasioni, e al settimo posto finale in classifica generale a fine stagione nonché il primo tra le scuderie private.

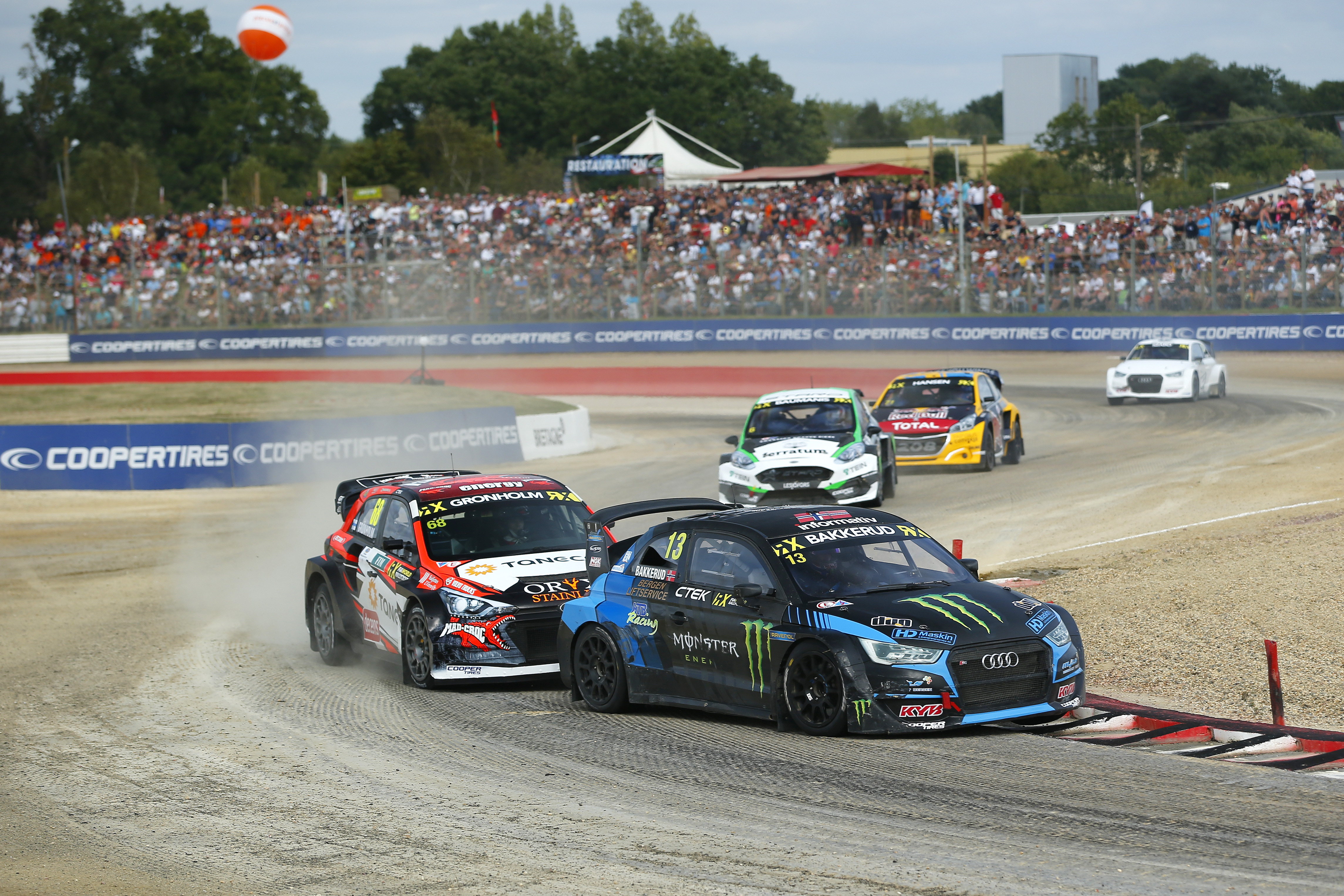
Grönholm in lotta con Andreas Bakkerud nel rallycross di Francia 2019

L'annata 2019 vide Grönholm in lotta per il titolo piloti; vinse infatti due gare, il rallycross di Norvegia e l'appuntamento finale in Sudafrica, ottenne due secondi posti e la quarta piazza in classifica generale a fine anno; fu inoltre costretto a saltare due gare per problemi di salute (venne colto da appendicite) e, considerando i soli eventi disputati, risultò avere la media punti più alta tra tutti i partecipanti al campionato.
Nel 2020 conquistò invece la vittoria nella gara di casa e nessun altro podio, chiudendo ancora una volta al quarto posto nella graduatoria finale. Fece inoltre una fugace apparizione nel campionato del mondo rally, al Rally di Monza 2020, dove fu quarantesimo al traguardo alla guida di una Škoda Fabia Rally2 Evo.

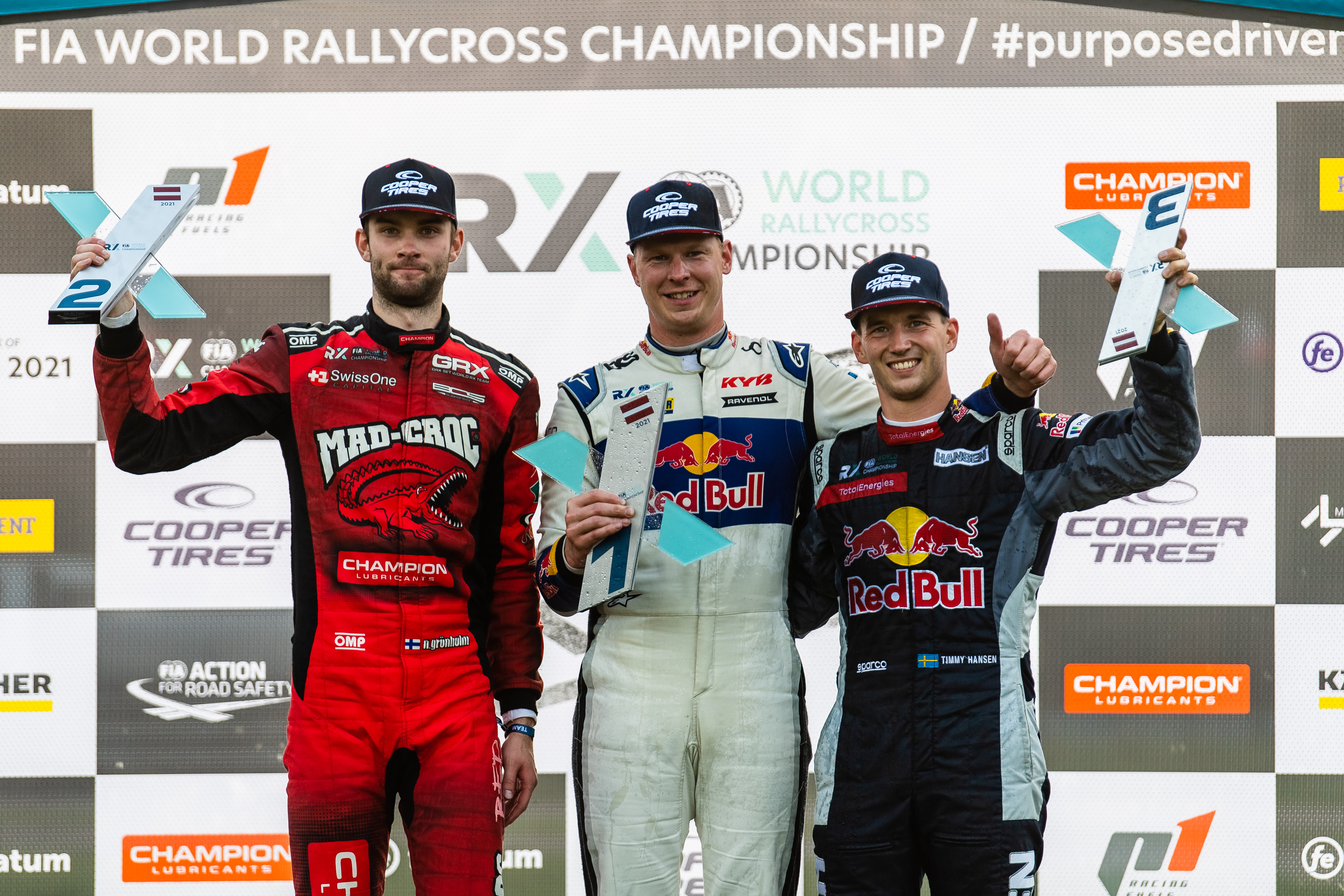
Grönholm (a sinistra) sul podio di gara 1 del rallycross di Lettonia 2021, dove giunse secondo

La stagione 2021 fu invece la migliore disputata dal pilota finlandese, in quale conquistò tre successi (gara 2 in Lettonia, in Portogallo e gara 2 in Germania) al pari del futuro campione Johan Kristoffersson, più un secondo e un terzo posto, e finì la stagione in terza posizione nella classifica generale distaccato di 20 lunghezze dalla coppia di testa formata da Kristoffersson e Timmy Hansen, giunti al termine della stagione a pari punti.
In vista della stagione 2022, che segnò il debutto della nuova classe regina RX1e nella quale gareggiavano esclusivamente vetture a propulsione elettrica, Grönholm venne ingaggiato dalla scuderia svedese Construction Equipment Dealer Team per condurre la nuova auto PWR RX1e insieme alla compagna di squadra Klara Andersson.

## Risultati

### Campionato del mondo rallycross

#### Supercar/RX1/RX1e
| 2015 | Scuderia | Vettura        |  |  |  |  |  |    |  |  |  |  |  |  |  | Punti | Pos. |
| ---- | -------- | -------------- |  |  |  |  |  | -- |  |  |  |  |  |  |  | ----- | ---- |
| 2015 |          | Ford Fiesta ST |  |  |  |  |  | 17 |  |  |  |  |  |  |  | 0     |      |

| 2016 | Scuderia     | Vettura        |    |    |    |    |    |    |    |    |    |    |    |  |  | Punti | Pos. |
| ---- | ------------ | -------------- | -- | -- | -- | -- | -- | -- | -- | -- | -- | -- | -- |  |  | ----- | ---- |
| 2016 | Olsbergs MSE | Ford Fiesta ST | 17 | 14 | 15 | 16 | 16 | 11 | 12 | 14 | 15 | 18 | 19 |  |  | 28    | 17º  |

| 2017 | Scuderia | Vettura     |    |    |    |    |    |    |   |    |    |    |   |    |  | Punti | Pos. |
| ---- | -------- | ----------- | -- | -- | -- | -- | -- | -- | - | -- | -- | -- | - | -- |  | ----- | ---- |
| 2017 | GRX      | Ford Fiesta | 17 | 13 | 16 | 12 | 15 | 16 | 8 | 14 | 14 | 12 | 5 | 15 |  | 4     | 20º  |

| 2018 | Scuderia        | Vettura     |   |    |    |   |   |    |   |    |   |   |   |    |  | Punti | Pos. |
| ---- | --------------- | ----------- | - | -- | -- | - | - | -- | - | -- | - | - | - | -- |  | ----- | ---- |
| 2018 | GRX Taneco Team | Hyundai i20 | 4 | 10 | 11 | 5 | 7 | 11 | 8 | 11 | 4 | 8 | 4 | 13 |  | 146   | 7º   |

| 2019 | Scuderia        | Vettura     |   |   |  |  |   |   |   |   |   |   |  |  |  | Punti | Pos. |
| ---- | --------------- | ----------- | - | - |  |  | - | - | - | - | - | - |  |  |  | ----- | ---- |
| 2019 | GRX Taneco Team | Hyundai i20 | 2 | 4 |  |  | 1 | 5 | 7 | 6 | 2 | 1 |  |  |  | 186   | 4º   |

| 2020 | Scuderia   | Vettura     |   |   |   |   |   |   |   |   |  |  |  |  |  | Punti | Pos. |
| ---- | ---------- | ----------- | - | - | - | - | - | - | - | - |  |  |  |  |  | ----- | ---- |
| 2020 | GRX Taneco | Hyundai i20 | 4 | 9 | 4 | 1 | 5 | 5 | 4 | 8 |  |  |  |  |  | 147   | 4º   |

| 2021 | Scuderia              | Vettura     |   |   |   |   |   |   |   |   |   |  |  |  |  | Punti | Pos. |
| ---- | --------------------- | ----------- | - | - | - | - | - | - | - | - | - |  |  |  |  | ----- | ---- |
| 2021 | GRX-SET World RX Team | Hyundai i20 | 8 | 8 | 3 | 1 | 2 | 8 | 1 | 4 | 1 |  |  |  |  | 197   | 3º   |

| 2022 | Scuderia                           | Vettura  |  |   |   |   |   |   |   |   |   |   |   |  | Punti | Pos. |    |
| ---- | ---------------------------------- | -------- |  | - | - | - | - | - | - | - | - | - | - |  | ----- | ---- | -- |
| 2022 | Construction Equipment Dealer Team | PWR RX1e |  | 5 | 7 | 5 | 7 | 1 | 5 | 2 | 2 | 5 | 2 |  |       | 130  | 3º |

| 2023 | Scuderia                           | Vettura            |   |   |   |   |   |   |   |  |  |  |  |  |  | Punti | Pos. |    |
| ---- | ---------------------------------- | ------------------ | - | - | - | - | - | - | - |  |  |  |  |  |  | ----- | ---- | -- |
| 2023 | Construction Equipment Dealer Team | PWR RX1e Zeroid X1 | 3 | 2 | 7 | 5 | 6 | 2 | 5 |  |  |  |  |  |  |       | 94   | 3º |

| CE Dealer Team by Volvo Construction Equipment | PWR RX1e | 7 | 2 | 1 | 9 | 7 | 4 | 2 | 6 |  |  |  |  |  |  |  |  | 139 |  |

| Legenda | 1º posto | 2º posto | 3º posto | A punti | Senza punti | Ritirato | Squalificato | NP=Non partito C=Gara cancellata |

#### RX Lites
| 2014 | Scuderia      | Vettura  |  |  |  |   |  |  |  |  |  |  |  |  | Punti | Pos. |
| ---- | ------------- | -------- |  |  |  | - |  |  |  |  |  |  |  |  | ----- | ---- |
| 2014 | Set Promotion | RX Lites |  |  |  | 3 |  |  |  |  |  |  |  |  | 22    | 16º  |

| Legenda | 1º posto | 2º posto | 3º posto | A punti | Senza punti | Ritirato | Squalificato | NP=Non partito C=Gara cancellata |

### Campionato del mondo rally
| 2020 | Scuderia | Vettura                |  |  |  |  |  |  |    | Punti | Pos. |
| ---- | -------- | ---------------------- |  |  |  |  |  |  | -- | ----- | ---- |
| 2020 |          | Škoda Fabia Rally2 Evo |  |  |  |  |  |  | 40 | 0     |      |

| Legenda | 1º posto | 2º posto | 3º posto | A punti | Senza punti | Ritirato | Squalificato | NP=Non partito C=Gara cancellata | Apice=Power stage |